# Formula One Championship Edition
Formula One Championship Edition, abreviada a veces F1 CE, es un videojuego lanzado para la PlayStation 3 exclusivamente.
El juego es el ”remaster” del Formula One 06 de PlayStation 2, simplemente incorpora la Alta Definición y soporte para Sixaxis. Además, para estar a nivel de la generación actual de videojuegos, presenta leves mejoras sobre la versión de PlayStation 2. Entre ellos, mejora los golpes, los adelantamientos, la inteligencia artificial, etc.
Entre las novedades, se incorpora Honda, Toro Rosso (este último usando motores V10, al igual que en la vida real), BMW Sauber, Midland Racing y Super Aguri. Además, regresa el modo en línea, con el que podrás jugar con todos los jugadores del mundo que estén conectados en este modo.

## Modos de juego
- Un jugador: Corre en los diversos modo de un jugador, desde carreras rápidas hasta campeonatos del mundo.
- Multijugador: Corre con un amigo tuyo y enfréntate en un cara a cara quién es el mejor.
- En línea: Corre con todos los jugadores del mundo en diversas partidas.
- Opciones: Modifica las opciones para la carrera.
- Perfil: Consulta todos tus datos y modifica tu piloto.
- Extras: Mira los créditos o disfruta de una carrera o repetición con la F1TV.

### Un jugador
Carrera rápida: Elige un piloto, un equipo y un circuito del mundial. 
Fin de semana: Disfruta de un fin de semana de gran premio con las sesiones de entrenamientos libres, clasificación, previo de carrera y el gran premio. Elige un piloto, equipo, circuito y ajusta las normas y opciones de carrera.
Campeonato del mundo: Corre las 18 carreras del mundial de Fórmula 1 y consigue el título de campeón de pilotos.
Trayectoria: Crea tu propio piloto, e intenta conseguir el interés de los demás equipos durante 5 temporadas. Empieza por Toro Rosso, Midland Racing, Super Aguri y llegar a McLaren, Ferrari o Renault.
Contrarreloj: Corre solo contra el reloj, e intenta conseguir la medalla de oro.

## Pilotos y equipos
Los pilotos que están en el juego son:
| Equipo      | Chasis           | Pilotos                                |
| ----------- | ---------------- | -------------------------------------- |
| Renault     | Renault R26      | Fernando Alonso y Giancarlo Fisichella |
| McLaren     | McLaren MP4-21   | Kimi Räikkönen y Juan Pablo Montoya    |
| Ferrari     | Ferrari 248F1    | Michael Schumacher y Felipe Massa      |
| Toyota      | Toyota TF106     | Ralf Schumacher y Jarno Trulli         |
| Williams    | Williams FW28    | Mark Webber y Nico Rosberg             |
| Honda       | Honda RA106      | Rubens Barrichello y Jenson Button     |
| Red Bull    | Red Bull RB2     | David Coulthard y Christian Klien      |
| BMW Sauber  | BMW Sauber F1.06 | Nick Heidfeld y Jacques Villeneuve     |
| Midland     | Midland M16      | Tiago Monteiro y Christijan Albers     |
| Toro Rosso  | Toro Rosso STR1  | Vitantonio Liuzzi y Scott Speed        |
| Super Aguri | Super Aguri SA06 | Takuma Satō y Yuji Ide                 |

## Circuitos
Este año tiene 18 circuitos, siguiendo el calendario de la temporada 2006 de Fórmula 1.
| Gran Premio                       | Nombre del circuito              | Localización                  |
| --------------------------------- | -------------------------------- | ----------------------------- |
| Gran Premio de Baréin             | Bahrain International Circuit    | Sakhir , Baréin               |
| Gran Premio de Malasia            | Circuito Internacional de Sepang | Sepang, Malasia               |
| Gran Premio de Australia          | Melbourne Grand Prix Circuit     | Melbourne, Australia          |
| Gran Premio de San Marino         | Autodromo Enzo e Dino Ferrari    | Imola, Italia                 |
| Gran Premio de Europa             | Nürburgring                      | Nürburg , Alemania            |
| Gran Premio de España             | Circuit de Catalunya             | Montmeló, España              |
| Gran Premio de Mónaco             | Circuit de Monaco                | Montecarlo, Mónaco            |
| Gran Premio de Gran Bretaña       | Silverstone Circuit              | Northamptonshire, Reino Unido |
| Gran Premio de Canadá             | Circuit Gilles Villeneuve        | Montreal, Canadá              |
| Gran Premio de los Estados Unidos | Indianapolis Motor Speedway      | Indianápolis , Estados Unidos |
| Gran Premio de Francia            | Circuit de Nevers Magny-Cours    | Magny-Cours , Francia         |
| Gran Premio de Alemania           | Hockenheimring                   | Hockenheim , Alemania         |
| Gran Premio de Hungría            | Hungaroring                      | Budapest, Hungría             |
| Gran Premio de Turquía            | Circuito de Estambul             | Estambul, Turquía             |
| Gran Premio de Italia             | Autodromo Nazionale Monza        | Monza , Italia                |
| Gran Premio de China              | Shanghái International Circuit   | Shanghái , China              |
| Gran Premio de Japón              | Suzuka Circuit                   | Suzuka , Japón                |
| Gran Premio de Brasil             | Autódromo José Carlos Pace       | São Paulo , Brasil            |
| Circuito de pruebas*              | Circuito de Jerez                | Jerez de la Frontera , España |

## Premios que son desbloqueables
- Alfa Romeo 158 (1950) Giuseppe Farina: Gana un campeonato de Pilotos.

- Cooper T51 (1960) Olivier Gendebien: Disponible desde el inicio.

- Lotus 49C (1970) Jochen Rindt: Gana una carrera en cualquier modo (salvo en línea).

- Lotus 72E (1973) Emerson Fittipaldi: Disponible desde el inicio.

- Renault RS01 (1977) Jean-Pierre Jabouille: Disponible desde el inicio.

- Williams FW06 (1980) Alan Jones: Consigue todas las medallas de bronce en contrarreloj(salvo Jerez).

- Williams FW18 (1996) Damon Hill: Consigue todas las medallas de plata en contrarreloj(salvo Jerez).

- Jerez: Consigue todas las medallas de oro en contrarreloj.